# Альф'яно-Натта
Альфьяно-Натта (італ. Alfiano Natta, п'єм. Alfian) — муніципалітет в Італії, у регіоні П'ємонт,  провінція Алессандрія.
Альфьяно-Натта розташоване на відстані близько 500 км на північний захід від Рима, 40 км на схід від Турина, 36 км на північний захід від Алессандрії.
Населення — 741 особа (2014).
Щорічний фестиваль відбувається 3 червня. Покровитель — San Marziano.

## Демографія
Населення за роками:

Станом на 1 січня 2023 року в муніципалітеті офіційно проживав 51 іноземець з 16 країн, серед них 11 громадян країн Євросоюзу та 4 громадяни України.

## Сусідні муніципалітети
- Калліано
- Кастеллетто-Мерлі
- Монкальво
- Одаленго-Пікколо
- Пенанго
- Тонко
- Вілладеаті